# 大进镇
大进镇，是中华人民共和国重庆市开州区下辖的一个乡镇级行政单位。

## 行政区划
大进镇下辖以下地区：
大进坝社区、新进社区、云凤村、年华村、红旗村、群和村、紫金村、金炉村、天宝寨村、双龙桥村、关坪村、长城村、新元村、杨柳村、红花村、明洪村、泗峡村、翠湖村和杉园村。